# Kobylníky (Klobuky)
Kobylníky (Duits: Kobilnik) is een Tsjechische plaats in de gemeente Klobuky in de regio Midden-Bohemen en maakt deel uit van het district Kladno.
Kobylníky telt 125 inwoners (2021).

## Geografie
Het dorp ligt ten zuidoosten van Klobuky, aan de weg van Klobuky naar Neprobylice.

## Geschiedenis
De eerste schriftelijke vermelding van Budenice dateert van 1382.
Sinds 1960 is Kobylníky onderdeel van de gemeente Klobuky.

## Bezienswaardigheden
- Monumentale klokkentoren met kruisbeeld op het dorpsplein.

## Galerij

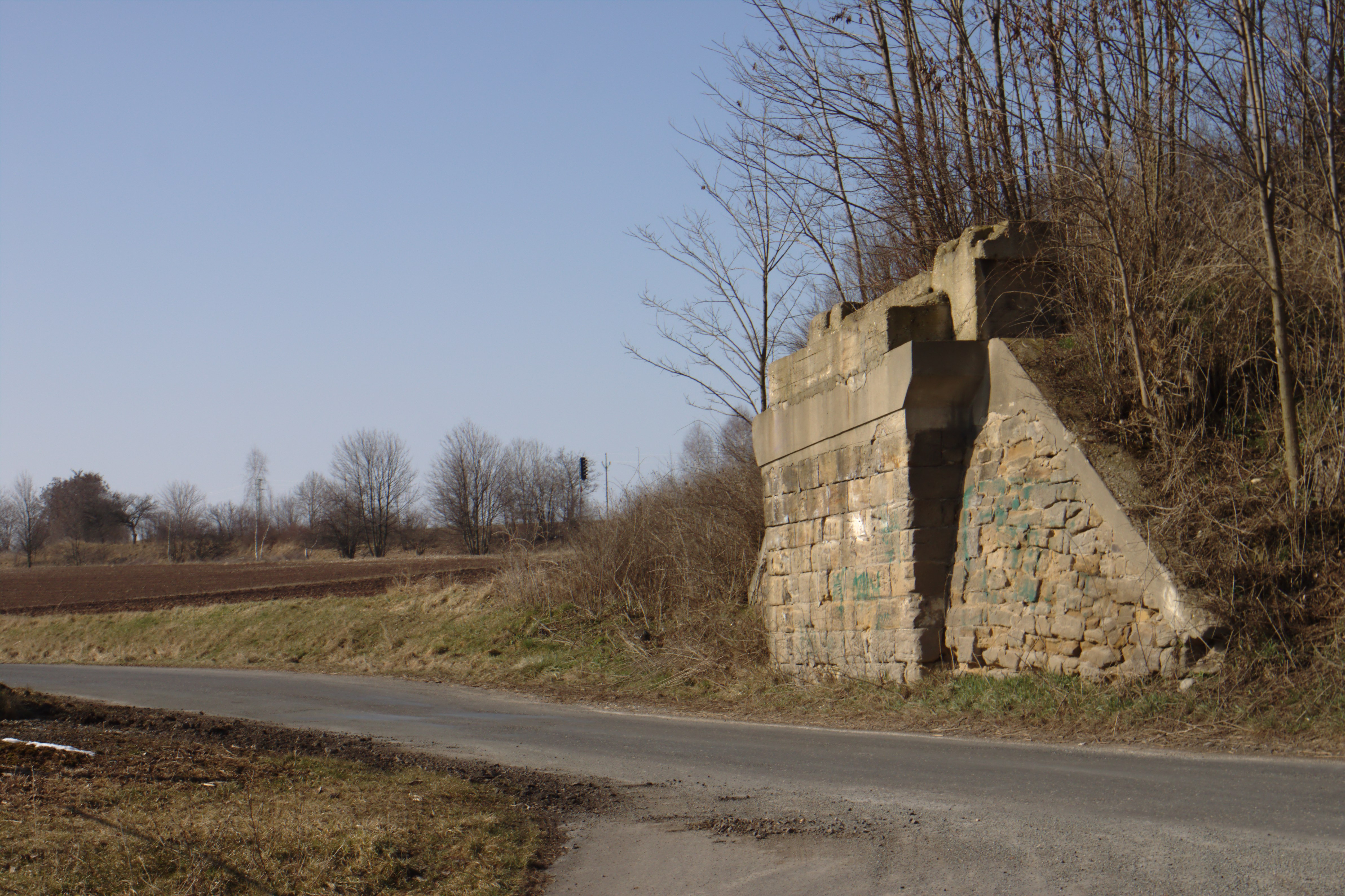
Voormalige spoorbrug nabĳ het dorp
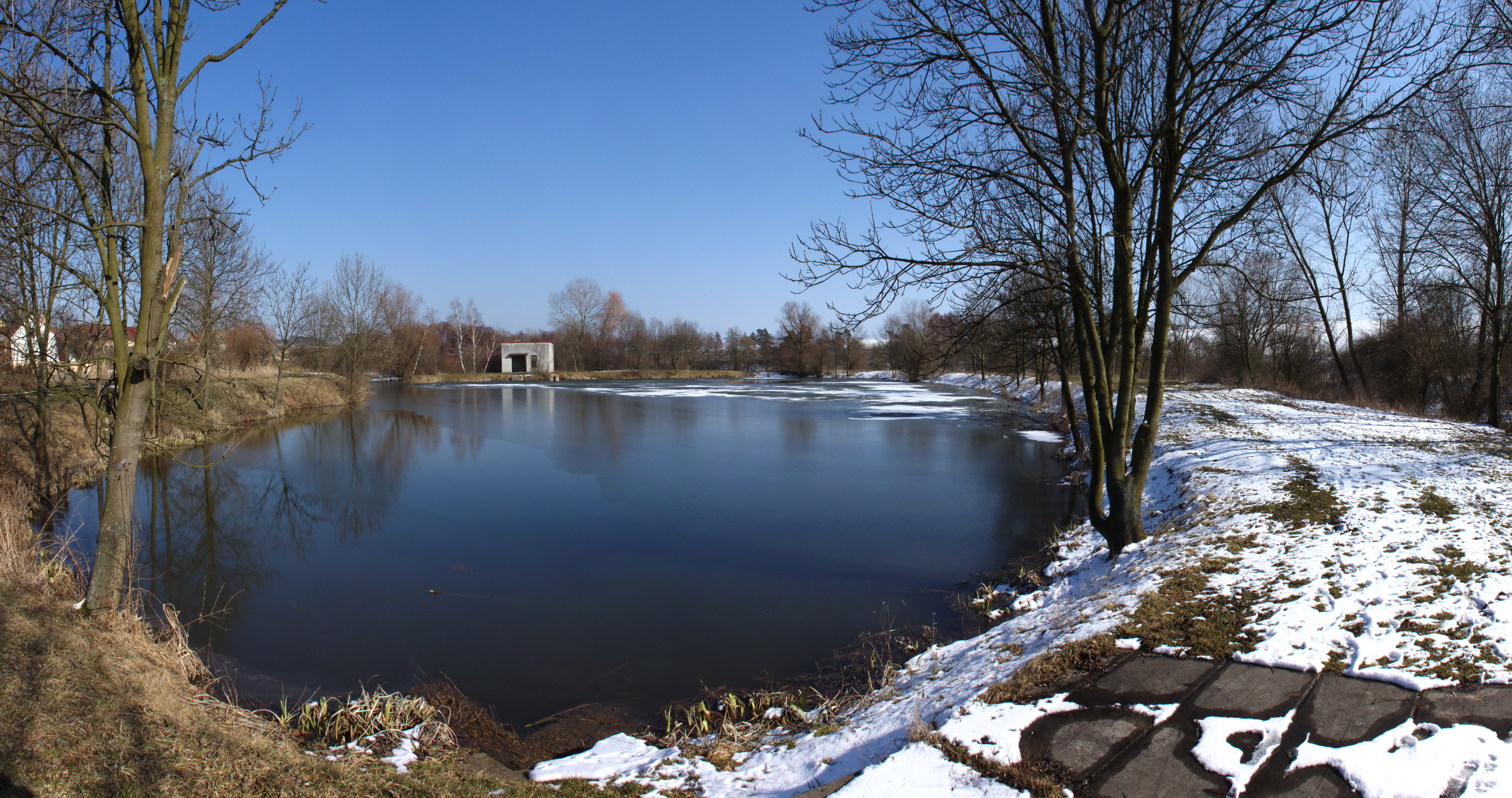
Dorpsvĳver
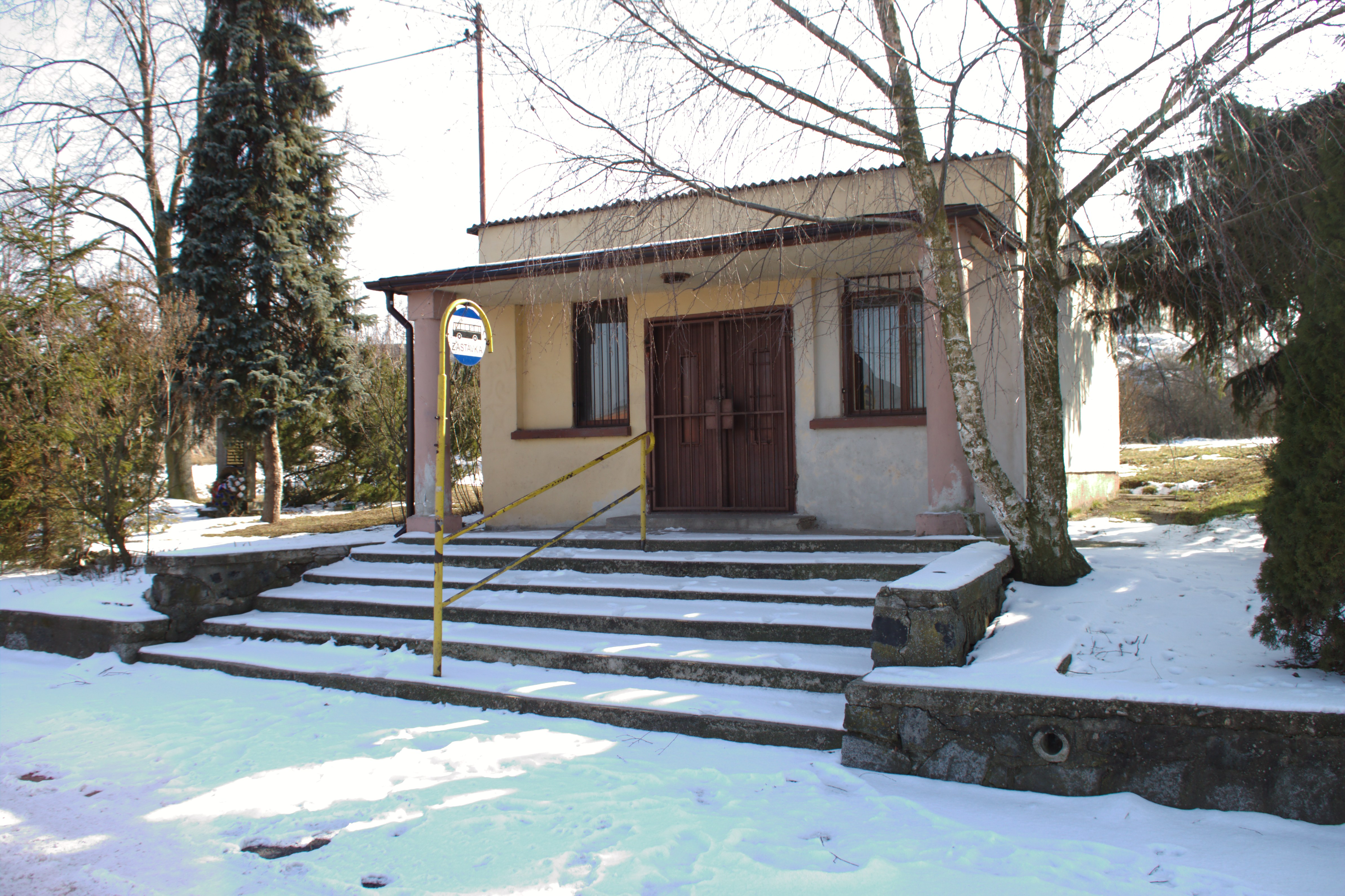
Bushalte in het dorp
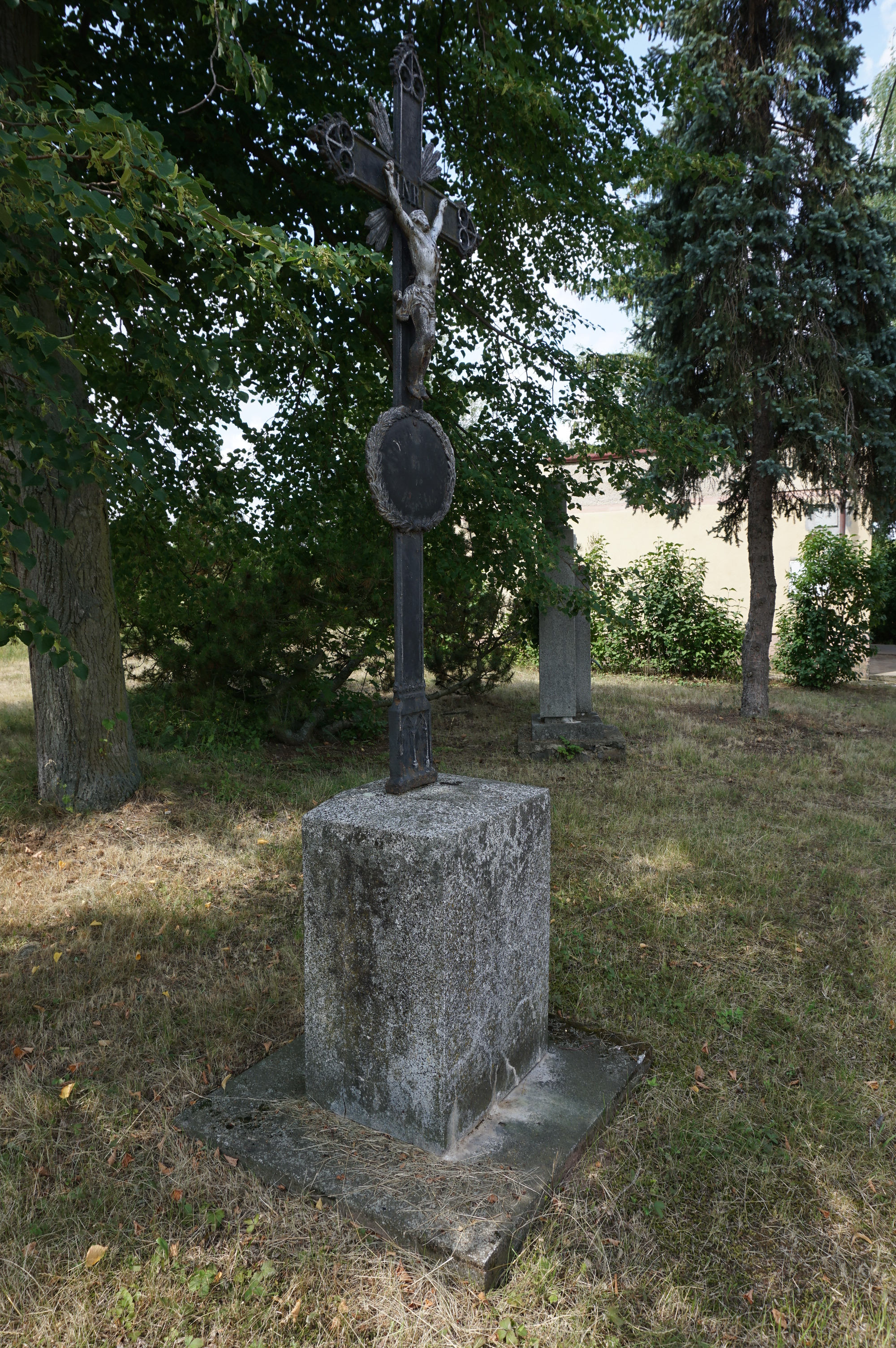
Klokkentoren met kruisbeeld op het dorpsplein